# San Isidro Bocanegra
San Isidro Bocanegra är en ort i Mexiko.   Den ligger i kommunen Guadalupe och delstaten Zacatecas, i den centrala delen av landet, 500 km nordväst om huvudstaden Mexico City. San Isidro Bocanegra ligger 2 303 meter över havet och antalet invånare är 135.
Terrängen runt San Isidro Bocanegra är huvudsakligen platt, men österut är den kuperad. Runt San Isidro Bocanegra är det ganska glesbefolkat, med 40 invånare per kvadratkilometer. Närmaste större samhälle är Zacatecas, 18,7 km nordväst om San Isidro Bocanegra. Omgivningarna runt San Isidro Bocanegra är i huvudsak ett öppet busklandskap.